# Obóz pracy przymusowej w Chruślicach
Obóz pracy przymusowej w Chruślicach (niem. Zwangsarbeitslager für Juden  Chruslice) – obóz pracy przymusowej w Chruślicach na terenie Generalnego Gubernatorstwa.
Istniał w okresie od 19 sierpnia 1941 do 5 maja 1944. Był przeznaczony dla ludności żydowskiej.